# 大相撲平成29年11月場所
大相撲平成29年11月場所（おおずもうへいせい29ねん11がつばしょ）は、2017年11月12日から11月26日まで福岡国際センターで開催された大相撲本場所である。
幕内最高優勝は、横綱・白鵬翔（14勝1敗・2場所ぶり40回目）。

## 場所前の話題など
- 番付発表は2017年10月30日。
- 大関から陥落した関脇・照ノ富士が、今場所で10勝以上を挙げれば大関に復帰するとあって、その取組に期待された。
- 8場所ぶりに再入幕を果たした西前頭13枚目の安美錦は、39歳0ヶ月での再入幕と土佐ノ海の記録（38歳6カ月）を更新して昭和以降で最年長の記録となり[1]、その取組に期待された。

## 番付・星取表
| 東       | 東         | 東               | 番付   | 西       | 西        | 西               |
| 四股名   | 成績       | 結果             | 番付   | 四股名   | 成績      | 結果             |
| -------- | ---------- | ---------------- | ------ | -------- | --------- | ---------------- |
| 日馬富士 | 0勝3敗12休 |                  | 横綱   | 白鵬     | 14勝1敗   | 優勝             |
| 稀勢の里 | 4勝5敗6休  |                  | 横綱   | 鶴竜     | 全休      |                  |
| 豪栄道   | 9勝6敗     |                  | 大関   | 髙安     | 8勝5敗2休 |                  |
| 御嶽海   | 9勝6敗     |                  | 関脇   | 嘉風     | 6勝9敗    |                  |
| 照ノ富士 | 0勝5敗10休 |                  | 関脇   |          |           |                  |
| 琴奨菊   | 6勝9敗     |                  | 小結   | 阿武咲   | 8勝7敗    |                  |
| 玉鷲     | 11勝4敗    | 優勝次点         | 前頭1  | 貴景勝   | 11勝4敗   | 優勝次点、殊勲賞 |
| 千代大龍 | 7勝8敗     |                  | 前頭2  | 栃煌山   | 4勝11敗   |                  |
| 松鳳山   | 3勝12敗    |                  | 前頭3  | 北勝富士 | 11勝4敗   | 優勝次点、技能賞 |
| 千代の国 | 6勝9敗     |                  | 前頭4  | 逸ノ城   | 10勝5敗   |                  |
| 宝富士   | 7勝8敗     |                  | 前頭5  | 荒鷲     | 8勝7敗    |                  |
| 千代翔馬 | 7勝8敗     |                  | 前頭6  | 栃ノ心   | 9勝6敗    |                  |
| 大翔丸   | 4勝11敗    |                  | 前頭7  | 正代     | 9勝6敗    |                  |
| 貴ノ岩   | 全休       |                  | 前頭8  | 千代丸   | 7勝8敗    |                  |
| 遠藤     | 9勝6敗     |                  | 前頭9  | 大栄翔   | 5勝10敗   |                  |
| 魁聖     | 8勝7敗     |                  | 前頭10 | 勢       | 9勝6敗    |                  |
| 碧山     | 3勝8敗4休  |                  | 前頭11 | 朝乃山   | 5勝10敗   |                  |
| 隠岐の海 | 11勝4敗    | 優勝次点、敢闘賞 | 前頭12 | 輝       | 7勝8敗    |                  |
| 豪風     | 7勝8敗     |                  | 前頭13 | 安美錦   | 8勝7敗    | 敢闘賞           |
| 琴勇輝   | 8勝7敗     |                  | 前頭14 | 大奄美   | 6勝9敗    |                  |
| 錦木     | 7勝8敗     |                  | 前頭15 | 妙義龍   | 6勝8敗1休 |                  |
| 宇良     | 全休       |                  | 前頭16 |          |           |                  |

## 優勝争い
2場所連続10回目の優勝を目指す横綱日馬富士は初日に阿武咲、2日目に貴景勝にそれぞれいい所なく敗れ初日から2連敗。さらに、3日目朝に不祥事が発覚したため休場し、その責任をとってそのまま場所後の11月29日に引退を発表した。休場明けの横綱稀勢の里は、初日から一進一退の相撲が続いたものの、6日目までは4勝2敗と白星先行だった。しかし、その後は7日目から3連敗を喫して4勝5敗となり、10日目から休場した。大関豪栄道は初日から5連勝としたものの、6日目千代大龍に敗れるとそのまま失速してしまい、9勝6敗に終わった。角番の髙安は初日から11日目に勝ち越しを決めたものの、12日目北勝富士戦で負傷し、翌13日目から休場した。今場所10勝を挙げれば大関復帰となる関脇照ノ富士は、初日から全く相撲にならず4連敗。翌5日目から休場し、大関復帰となる10勝を挙げることが不可能となり、大関復帰はかなわなかった。
10日目を終わって全勝は休場明けで初日から落ち着いた相撲で白星を重ねている白鵬を、星2つの差の2敗で平幕の北勝富士と隠岐の海が追うという展開で、白鵬の独走態勢となっていた。しかし、翌11日目白鵬は嘉風に全くいい所なく敗れ1敗に。しかし、2敗の2人はいずれも勝ったため1敗で白鵬、2敗で北勝富士・隠岐の海という展開に変わり、13日目までこの展開が続いた。そして14日目、平幕の2人が共に破れて白鵬が勝てば千秋楽を待たずに白鵬の40回目の優勝が決定するという展開になった。まず最初に2敗の隠岐の海は玉鷲戦を迎えた。しかし、隠岐の海の執念及ばず、玉鷲が叩き込みで勝利して隠岐の海は3敗に。その3番後、同じく2敗の北勝富士は阿武咲戦を迎えた。その取り組みでも阿武咲が押し出しで勝利して北勝富士も3敗に後退した。結果、この時点で1敗の白鵬と次点3敗の2人の差は2つとなり、結びの一番で白鵬が勝てば白鵬の40回目の優勝が決まるという展開になった。そして迎えた結びの一番、白鵬は遠藤との対戦になった。そして白鵬は押し出しで遠藤に勝利し、2場所ぶり40回目の優勝が千秋楽を待たずに決定した。翌千秋楽も白鵬は勝利し、優勝に花を添える14勝目を挙げた。
三賞は、殊勲賞は2横綱（日馬富士・稀勢の里）1大関（高安）を破った貴景勝が2場所連続2回目の受賞。敢闘賞は終盤まで優勝を争った隠岐の海が約4年ぶり3回目の受賞、史上最高齢で再入幕を果たし勝ち越した安美錦が約17年ぶり2回目の受賞。技能賞は終盤まで優勝を争い、1横綱（稀勢の里）2大関（豪栄道・高安）を破った北勝富士が初めて受賞した。

## 各段優勝・三賞
※力士情報は2017年11月場所当時のもの。
| タイトル     | タイトル     | 四股名       | 地位           | 成績    | 部屋         | 出身                     | 回数・備考                |
| ------------ | ------------ | ------------ | -------------- | ------- | ------------ | ------------------------ | ------------------------- |
| 幕内最高優勝 | 幕内最高優勝 | 白鵬翔       | 西横綱         | 14勝1敗 | 宮城野部屋   | モンゴル・ウランバートル | 2場所ぶり40回目           |
| 三賞         | 殊勲賞       | 貴景勝光信   | 西前頭筆頭     | 11勝4敗 | 貴乃花部屋   | 兵庫県芦屋市             | 2場所連続2回目            |
| 三賞         | 敢闘賞       | 隠岐の海歩   | 東前頭12枚目   | 11勝4敗 | 八角部屋     | 島根県隠岐郡隠岐の島町   | 28場所ぶり3回目           |
| 三賞         | 敢闘賞       | 安美錦竜児   | 西前頭13枚目   | 8勝7敗  | 伊勢ヶ濱部屋 | 青森県西津軽郡深浦町     | 104場所ぶり2回目          |
| 三賞         | 技能賞       | 北勝富士大輝 | 西前頭3枚目    | 11勝4敗 | 八角部屋     | 埼玉県所沢市             | 初受賞                    |
| 十両優勝     | 十両優勝     | 蒼国来栄吉   | 西十両7枚目    | 14勝1敗 | 荒汐部屋     | 中国・内モンゴル自治区   | 初優勝                    |
| 幕下優勝     | 幕下優勝     | 栃飛龍幸也   | 西幕下10枚目   | 7戦全勝 | 春日野部屋   | 静岡県三島市             |                           |
| 三段目優勝   | 三段目優勝   | 友風勇太     | 東三段目53枚目 | 7戦全勝 | 尾車部屋     | 神奈川県川崎市川崎区     | ※露草との優勝決定戦に勝利 |
| 序二段優勝   | 序二段優勝   | 庄司向志     | 西序二段15枚目 | 7戦全勝 | 武蔵川部屋   | 秋田県仙北郡美郷町       |                           |
| 序ノ口優勝   | 序ノ口優勝   | 琴誠剛匡騎   | 東序ノ口18枚目 | 7戦全勝 | 佐渡ヶ嶽部屋 | 福岡県北九州市八幡西区   |                           |